# Maringues
Maringues is een gemeente in het Franse departement Puy-de-Dôme (regio Auvergne-Rhône-Alpes). De plaats maakt deel uit van het arrondissement Thiers. Maringues telde op 1 januari 2022 3.140 inwoners.

## Geografie
De oppervlakte van Maringues bedroeg op 1 januari 2022 22,11 vierkante kilometer; de bevolkingsdichtheid was toen 142 inwoners per km².

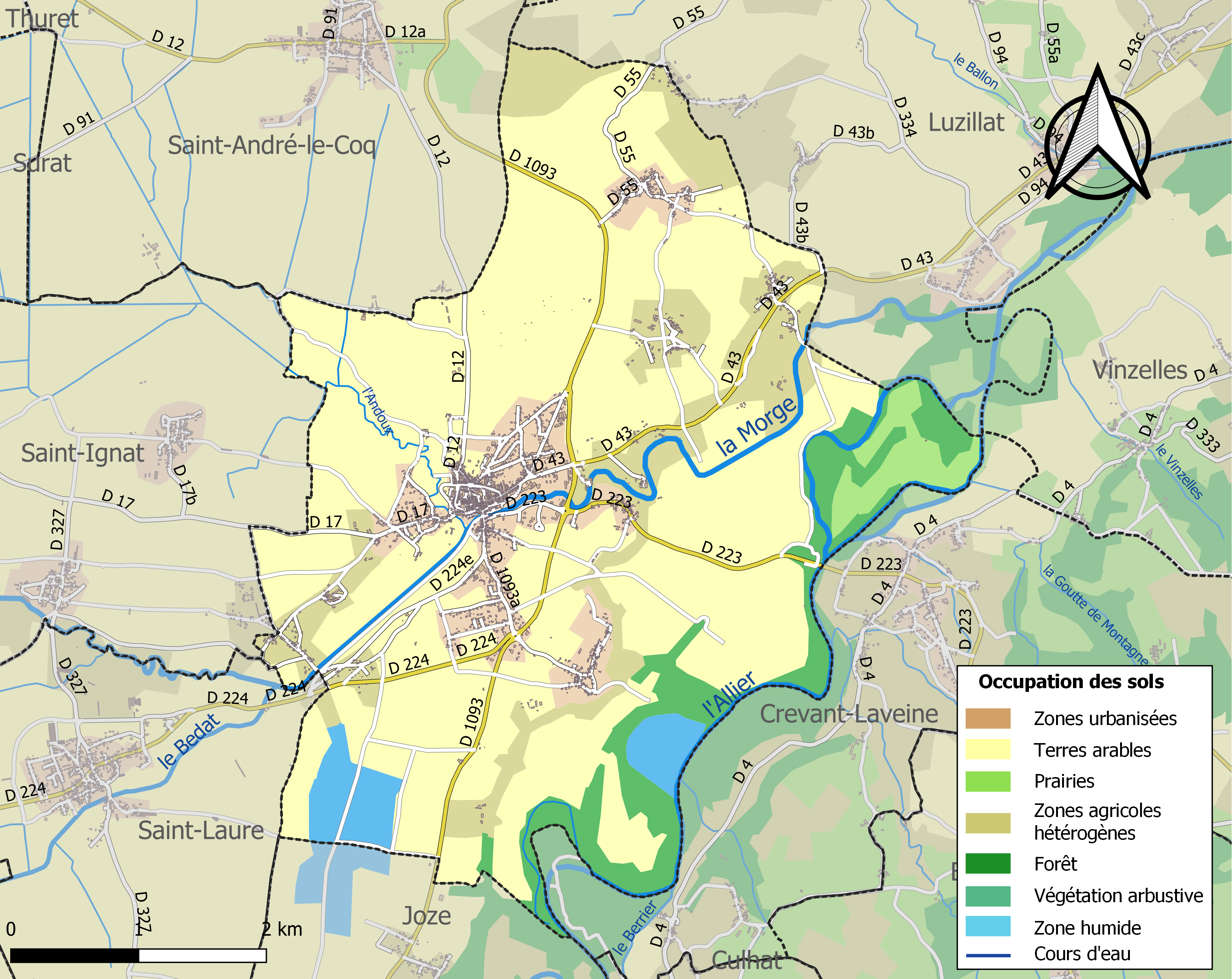
Kaart van de gemeente met belangrijkste infrastructuur, bodemgebruik en omliggende gemeenten

## Demografie
Onderstaande figuur toont het verloop van het inwonertal (bron: INSEE-tellingen).